# Vapeur d'eau
Pour les articles homonymes, voir vapeur (homonymie).

Courbe de création de la vapeur d’eau (dont le domaine est en grisé) ; en ordonnée (échelle logarithmique), la pression en bars ; en abscisse, la température en degrés Celsius.

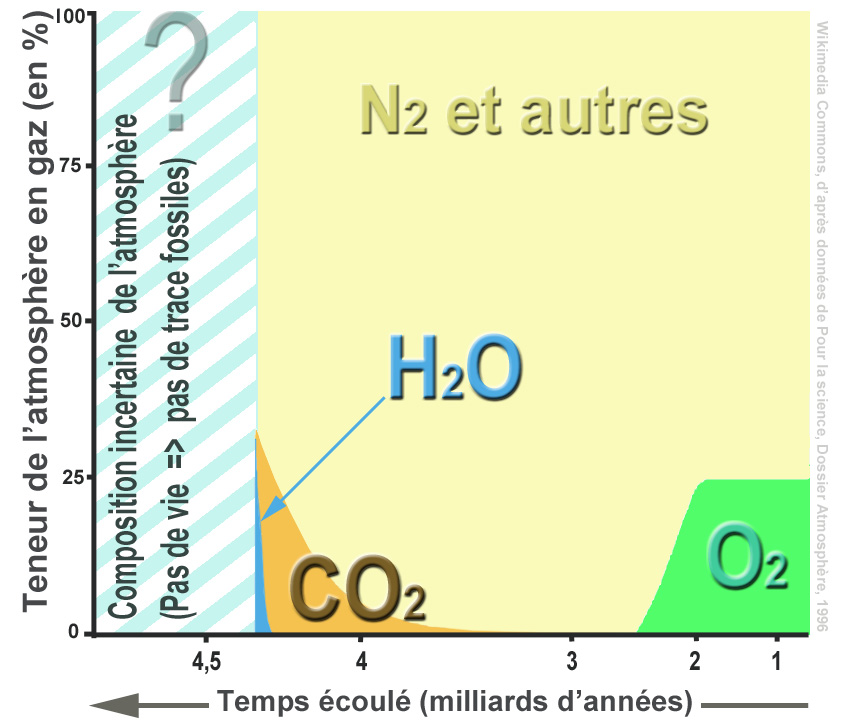
Évolution des teneurs connues de quelques gaz de l'atmosphère terrestre (autrefois plus riche en vapeur d'eau, et plus acide (en raison de l'acide carbonique formé avec le).
Pour rendre ces variations plus visibles, l'échelle temporelle n'est pas linéaire.

La vapeur d'eau est l'état gazeux de l'eau. C'est un gaz inodore et incolore. Dans l'hydrosphère, il apparaît par évaporation et ébullition d'eau en phase liquide et par sublimation de glace. 
À l'opposé, dans le langage commun, le terme vapeur d'eau peut servir à désigner le brouillard créé par la condensation d'eau précédemment à l'état gazeux, sous forme de microgouttelettes, ce qui est contradictoire avec la définition scientifiquement admise. 
La vapeur humide ou vapeur saturante, désigne la vapeur en équilibre avec le liquide dans une coexistence de phase.

## Propriétés physiques
La pression de vapeur saturante de l'eau est une fonction de la température pour laquelle de nombreuses formules d’approximation ont été établies. La plus simple est la formule de Duperray dont la précision varie de 1 % à 6 % entre 100 °C et 280 °C :
{\displaystyle \qquad p_{S}=\left({\frac {t}{100}}\right)^{4}}
qui donne pS en atmosphères pour t exprimé en degrés Celsius.
Propriétés de la vapeur d’eau et de l’eau liquide aux conditions de saturation
| Tempéra- ture (°C) | Pression de vapeur saturante (kPa) | Volume massique (m³/kg) | Volume massique (m³/kg) | Chaleur de vaporisation (kJ/kg) |
| Tempéra- ture (°C) | Pression de vapeur saturante (kPa) | Liquide                 | Vapeur                  | Chaleur de vaporisation (kJ/kg) |
| -15                | 0,191 8                            |                         |                         |                                 |
| 0                  | 0,611                              | 0,001 000 21            | 206,310                 | 2 500                           |
| 100                | 101,325                            | 0,001 043 5             | 1,673                   | 2 257                           |
| 200                | 1 555,0                            | 0,001 156 5             | 0,127 18                | 1 938                           |
| 300                | 8 592                              | 0,001 403 6             | 0,021 62                | 1 403                           |
| 374                | 22 087                             | 0,002 79                | 0,003 65                | 147                             |

Le point critique de l’eau est : 374,1 °C, 220,87 bar.
Chaleur massique à volume constant, 100 °C, 1 atm : 1 410 J/(kg K)
Vitesse du son : 401 m/s à 130 °C ; celle-ci augmente très fortement avec la température : elle est d’environ 800 m/s à 1 000 °C.

## Utilisation industrielle

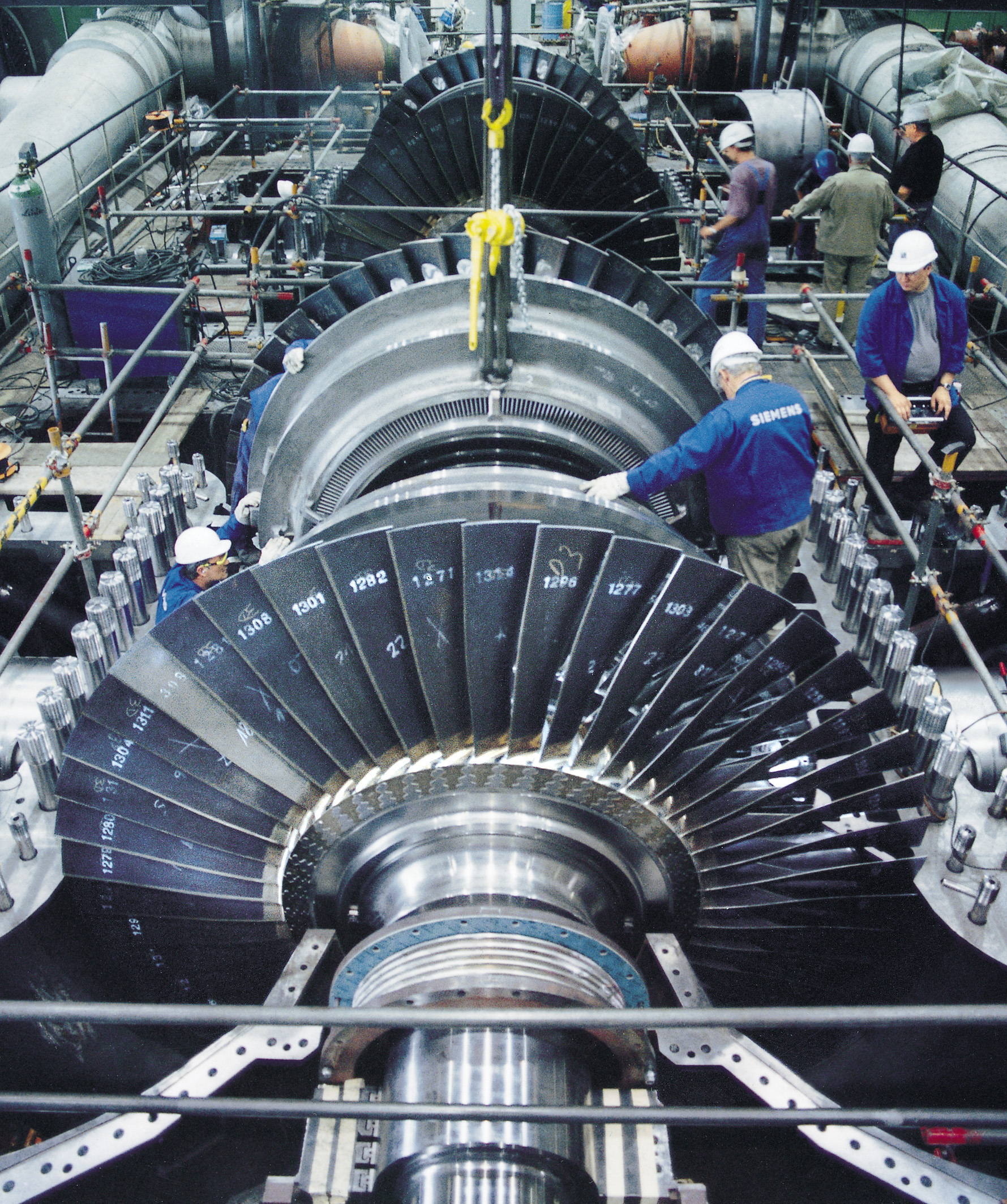
Montage d’une turbine à vapeur Siemens.

L’industrie a fait de nombreux usages de la vapeur d’eau ; principalement comme fluide caloporteur ou pour le fonctionnement de machines à vapeur (voir en particulier la turbine à vapeur, la locomotive à vapeur). Accessoirement, sa détente est utilisée dans des éjecteurs à vapeur servant à pomper des fluides (pour faire le vide, par exemple), ou dans des sirènes ou sifflets. On utilise aussi ses propriétés de transfert de chaleur pour les procédés de stérilisation.
La vapeur est produite dans des chaudières chauffées par un combustible fossile, parfois électriques, ou bien plus généralement par ébullition de l’eau mise au contact d’une source chaude, comme indirectement dans les générateurs de vapeur des réacteurs nucléaires à eau pressurisée (REP), ou directement dans les réacteurs nucléaires à eau bouillante (REB), ou dans le sous-sol afin d’exploiter l’énergie géothermique ou encore dans les centrales solaires à concentration.

## Tables de vapeur
Les tables de vapeur sont des tables de données thermodynamiques concernant l'eau et la vapeur. Les bases de données informatiques ont remplacé les tables imprimées. Elles sont utilisées par les chercheurs et ingénieurs dans la conception des processus et des équipements utilisant la vapeur. Les diagrammes thermodynamiques des phases eau/vapeur, les diagrammes entropie/température, les diagrammes de Mollier sont aussi d'usage courant dans ce domaine.

## Autres utilisations

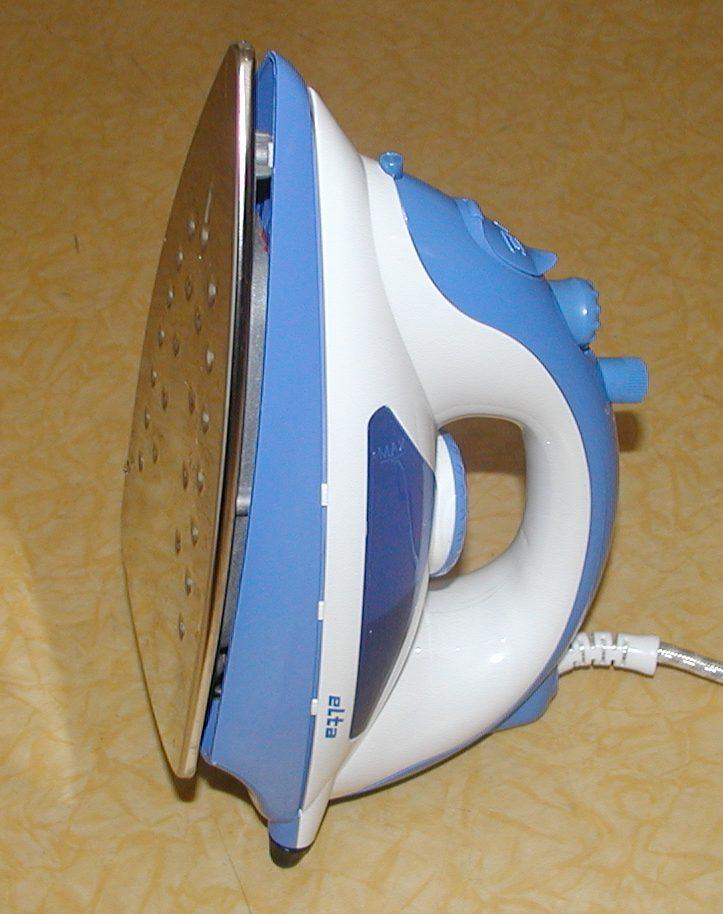
Fer à vapeur, dont la semelle est percé d’orifices destinés au passage de la vapeur.

Il existe de nombreux usages domestiques de la vapeur d’eau, notamment :
- cuisson des aliments, notamment au moyen d’un autocuiseur ;
- repassage : fer à vapeur, ou machine à repasser des pressings ;
- nettoyage : nettoyeur à vapeur servant à l’entretien des sols et des murs d’un logement ;
- la toilette : le hammam ou le sauna sont des bains de chaleur humide, généralement pris dans des établissements du même nom ;
- En tapissage, décolleuse de papier peint à la vapeur.

La vapeur est également utilisée dans :
- l'orgue à vapeur ;
- la catapulte d'un porte-avions ;
- la stérilisation médicale.

## Participation à l'effet de serre
Présente en grande quantité dans l'atmosphère, la vapeur d'eau est le principal gaz à effet de serre. Celle-ci varie selon la latitude et le temps de l'année comme le montre la boucle à droite. L'eau précipitable maximale se retrouve dans la zone de convergence intertropicale (ZTIC) près de l'équateur et diminue en allant vers les pôles. Cependant, dans les latitudes moyennes, la succession des dépressions et des anticyclones font grandement varier ces valeurs.
On parle peu de la quantité de vapeur d'eau dans le cadre du réchauffement climatique car l'atmosphère étant déjà approvisionnée de façon naturelle en vapeur d'eau, on considère que son potentiel réchauffant (le forçage radiatif) maximal est déjà atteint à la température moyenne du globe actuelle. En revanche, le dioxyde de carbone, gaz à effet de serre le plus souvent cité, agit dans une gamme spectrale qui n'est pas recouverte en totalité par celle de la vapeur d'eau. Ces deux raisons résolvent la contradiction apparente entre le fait que la vapeur d'eau soit le principal gaz à effet de serre et que le dioxyde de carbone soit le principal responsable du réchauffement climatique. 
Cependant, des effets anthropologiques, comme le trafic aérien, génèrent des nuages artificiels qui augmentent l'albédo localement ce qui influence le réchauffement,. L'augmentation de la température due à l'effet de serre du dioxyde de carbone va aussi mener à une plus grande évaporation des océans. Une étude publiée en février 2018 évalue les effets complexes du changement climatique sur les nuages, qui couvrent en moyenne 70 % de la planète : elle observe que les nuages d’altitude s’élèvent et que les systèmes nuageux se déplacent généralement vers les pôles ; ces deux tendances devraient accélérer le réchauffement de la planète ; les observations à courte échelle de temps suggèrent que les nuages tropicaux bloqueront moins de lumière solaire, accroissant ainsi le réchauffement, et que les nuages en dégel pourraient constituer un plus faible frein au réchauffement qu’on ne l’avait imaginé ; les effets amplificateurs de l'effet de serre l'emportent donc largement sur les effets le limitant.